# Irene (Dakota del Sur)
Irene es una ciudad ubicada en los condados de Clay, Turner y Yankton en el estado estadounidense de Dakota del Sur. En el Censo de 2010 tenía una población de 420 habitantes y una densidad poblacional de 635,93 personas por km².

## Geografía
Irene se encuentra ubicada en las coordenadas 43°5′1″N 97°9′27″O / 43.08361, -97.15750. Según la Oficina del Censo de los Estados Unidos, Irene tiene una superficie total de 0.66 km², de la cual 0.66 km² corresponden a tierra firme y (0%) 0 km² es agua.

## Demografía
Según el censo de 2010, había 420 personas residiendo en Irene. La densidad de población era de 635,93 hab./km². De los 420 habitantes, Irene estaba compuesto por el 98.57% blancos, el 0% eran afroamericanos, el 0.71% eran amerindios, el 0.24% eran asiáticos, el 0% eran isleños del Pacífico, el 0.24% eran de otras razas y el 0.24% pertenecían a dos o más razas. Del total de la población el 0.48% eran hispanos o latinos de cualquier raza.